# Wasserwirtschaft (Zeitschrift)
Die  WasserWirtschaft ist eine deutsche Fachzeitschrift im Bereich Wasserbau und Wasserwirtschaft. Die Zeitschrift erscheint in Deutschland, Österreich, Schweiz und dem deutschsprachigen Umfeld. Sie wird vom Springer Verlag herausgegeben.
Die Erstausgabe erschien 1906, ab 1948 wurde sie von Hans Hoebel herausgegeben. Die WasserWirtschaft erscheint zehnmal jährlich und beinhaltet Informationen über Wasserbau, Wasserkraft, Stauanlagen und Talsperren, Hydrologie, Wasserwirtschaft und Wassermengenwirtschaft, Hochwasserschutz, Hydraulik und Hydromechanik, Gewässer, Grundwasser und Trinkwasser, Ökologie und Boden.
Die WasserWirtschaft ist Organ des Deutschen TalsperrenKomitees, des Wasserwirtschaftsverbandes Baden-Württemberg, der Deutschen Wasserhistorischen Gesellschaft, der gww Gesellschaft für Weiterbildung in der Wasserwirtschaft e. V., der Arbeitsgemeinschaft Alpine Wasserkraft und des Ruhrverbandes.